# Jules-Joseph Cénez
Jules-Joseph Cénez OMI (* 9. Mai 1865 in Hampont; † 2. März 1944) war ein französischer römisch-katholischer Ordensgeistlicher und Apostolischer Vikar von Basutoland.

## Leben
Jules-Joseph Cénez trat der Ordensgemeinschaft der Oblaten der Unbefleckten Jungfrau Maria bei und empfing am 8. September 1890 das Sakrament der Priesterweihe. 1897 bestellte ihn Papst Leo XIII. zum ersten Apostolischen Präfekten von Basutoland.
Am 27. Februar 1909 wurde Jules-Joseph Cénez infolge der Erhebung der Apostolischen Präfektur Basutoland zum Apostolischen Vikariat erster Apostolischer Vikar von Basutoland. Zudem ernannte ihn Papst Pius X. zum Titularbischof von Nicopolis in Armenia. Der Generalobere der Oblaten der Unbefleckten Jungfrau Maria, Erzbischof Augustin Dontenwill OMI, spendete ihm am 1. Mai desselben Jahres die Bischofsweihe; Mitkonsekratoren waren der Weihbischof in Trier, Karl Ernst Schrod, und der Apostolische Vikar von Mackenzie, Gabriel Breynat OMI.
Papst Pius XI. nahm 24. Mai 1930 das von Cénez vorgebrachte Rücktrittsgesuch an.